# Шильсдорф
Шильсдорф (нім. Schillsdorf) — громада в Німеччині, розташована в землі Шлезвіг-Гольштейн. Входить до складу району Плен. Складова частина об'єднання громад Бокгорст-Ванкендорф.
Площа — 26,49 км2. Населення становить 874 ос. (станом на 31 грудня 2020).

## Галерея

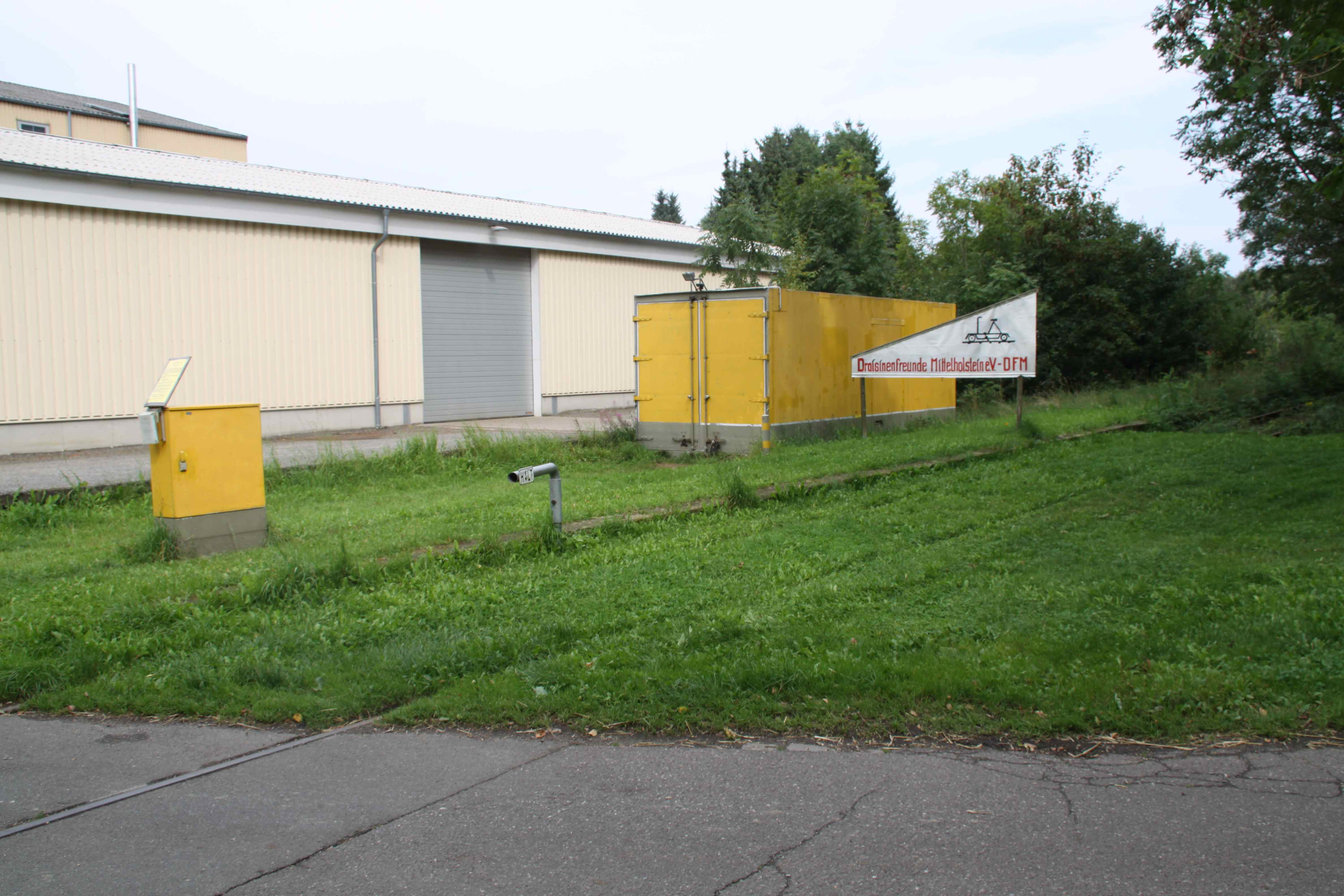